# Waichirō Sonobe
Pour les articles homonymes, voir Sonobe (homonymie).
Waichirō Sonobe (園部 和一郎, Sonobe Waichirō) (29 mars 1883 - 18 août 1964) est un général de l'armée impériale japonaise durant la seconde guerre sino-japonaise.

## Biographie
Né dans la préfecture de Kumamoto, Sonobe sort diplômé de la 16e promotion de l'académie de l'armée impériale japonaise en 1904. Après avoir servi dans le 23e régiment d'infanterie, il achève sa formation dans la 25e promotion de l'école militaire impériale du Japon. Il est affecté au 23e régiment d'infanterie après obtention de son diplôme. De 1916 à 1917, il est attaché militaire en France. De retour au Japon, il est affecté au 30e régiment d'infanterie et participe à l'intervention en Sibérie de 1919-1920. Revenu au Japon, il occupe divers postes à l'État-major de l'armée impériale japonaise.
De 1925 à 1927, Sonobe est le représentant de l'armée dans la mission diplomatique japonaise à la Société des Nations. Il est ensuite affecté au 74e régiment d'infanterie de la 19e division jusqu'en 1929. De 1929 à 1933, Sonobe sert comme chef de la 1re section de l'inspection générale de l'entraînement militaire. En 1933, il devient commandant de la 8e brigade d'infanterie de la 10e division et est transférée en 1934 à la tête de la 1re brigade d'infanterie de la 1re division. De 1934 à 1935, Sonobe est le directeur de l'école militaire d'infanterie de Toyama puis en devient commandant jusqu'en 1937. En 1936, il est en même temps commandant de la 1re unité de garnison indépendante.
En 1937, au début de la seconde guerre sino-japonaise, il prend le commandement de la 7e division jusqu'en 1939 quand il est placé à la tête de l'armée du district central. En 1940, Sonobe est renvoyé en Chine pour commander la 11e armée et participe à la bataille de Zaoyang-Yichang, l'opération du Hubei central (en), et la bataille du sud de Henan.
Sonobe retourne au Japon en 1941 et devient membre du conseil suprême de guerre. Il se retire la même année.